# Asthenotettix perarmata
Asthenotettix perarmata är en insektsart som beskrevs av Korolevskaya 1980. Asthenotettix perarmata ingår i släktet Asthenotettix och familjen dvärgstritar. Inga underarter finns listade i Catalogue of Life.